# Lancia Theta
El Lancia Theta (tipo 61, Theta) es un automóvil de turismo fabricado por la marca italiana Lancia entre 1913 y 1918. Su presentación se hizo en el salón de automóvil de Londres en 1913. El Theta contó con una versión de chasis alargado, que aumentaba la habitabilidad posterior. El coche incorporaba de serie luces eléctricas y encendido interior del motor.
El Theta incorporaba un motor de casi 5 litros de cilindrada y una transmisión manual de 4 velocidades, alcanzando una velocidad máxima de 120 km/h.